# Sant Sadurní de Callús (església nova)
Sant Sadurní de Callús és una església del municipi de Callús (Bages) inclosa en l'Inventari del Patrimoni Arquitectònic de Catalunya.

## Descripció
És una església amb una planta de tres naus, una central i dues laterals més baixes i estretes que la central. El sostre d'aquesta està coberta amb volta de totxo, reforçada per uns arcs faixons que condueixen el pes cap a uns pilars (cinc per banda). El sostre presenta llunetes i unes aparents claus de volta en funció merament decorativa. En la part alta de la nau central, just acabada la volta, s'obren unes finestres allargades, set al cantó dret i sis a l'esquerra.
En els laterals hi ha una sèrie d'altars, definits per sis petis estreps els quals ajuden a aguantar la coberta d'aquesta part. L'edifici és obrat amb carreus de mides irregulars i també utilitza el totxo per flanquejar i delimitar els cantoneres de les naus i del campanar de torre. La porta és de mig punt i a sobre presenta un arc de descàrrega; element que també es troba en les 2 finestres i el rosetó de la façana principal.

## Història
A finals del segle xix s'anaren instal·lant a la vora del riu Cardener una sèrie d'indústries tèxtils que eren pol d'atracció de població; així es configurà un nou poble a la plana que quedava allunyat de l'església parroquial situada dalt d'un turó prop del castell de Callús. Es diu que els bisbe Muñoz Izquierdo, que estigué al davant de la diòcesi de Vic entre el 1916 i 1927, ordenà la construcció d'una nova església al lloc on vivia la gent. El 21 de novembre de 1926 fou col·locada la primera pedra, però no fou beneïda fins al 10 d'agost de 1940 pel bisbe Perelló.
El campanar actual fou inaugurat el 9 de setembre de 1951, en substitució d'un altre anterior, enderrocat durant la guerra civil.